# Minojty
Minojty (biał. Мінойты, Minojty; ros. Минойты, Minojty) – wieś na Białorusi, w obwodzie grodzieńskim, w rejonie lidzkim, w sielsowiecie Trzeciakowce.
Wieś położona jest przy linii kolejowej Baranowicze – Lida, na której znajduje się tu stacja kolejowa Minojty oraz przy drodze magistralnej M11.

## Historia
Dawniej wieś i folwark. W XIX i w początkach XX w. położone były w Rosji, w guberni wileńskiej, w powiecie lidzkim, w gminie Gonczary.
W dwudziestoleciu międzywojennym leżały w Polsce, w województwie nowogródzkim, w powiecie lidzkim, do 11 kwietnia 1929 w gminie Honczary, następnie w gminie Lida. Demografia w 1921 przestawiała się następująco:
|                         | Liczba mieszkańców | Budynki | Narodowość  | Narodowość | Narodowość        | Wyznanie    | Wyznanie |
| Polacy                  | Liczba mieszkańców | Budynki | Białorusini | inna       | rzymskokatolickie | prawosławne |          |
| ----------------------- | ------------------ | ------- | ----------- | ---------- | ----------------- | ----------- | -------- |
| wieś Minojty            | 148                | 26      | 97          | 19         | 32                | 103         | 45       |
| folwark Minojty         | 11                 | 3       | 11          | –          | –                 | 11          | –        |
| stacja kolejowa Minojty | 17                 | 4       | –           | –          | 17                | 3           | 14       |

Po II wojnie światowej w granicach Związku Sowieckiego. Od 1991 w niepodległej Białorusi.

## Religia
Siedziba rzymskokatolickiej parafii Najświętszego Serca Pana Jezusa i św. Andrzeja Boboli. Znajduje się tu kościół pod tym samym wezwaniem z 1929.
Znajduje się tu także cerkiew prawosławna pw. św. Elizeusza Ławryszewskiego z 1997, będąca filią parafii w Honczarach.

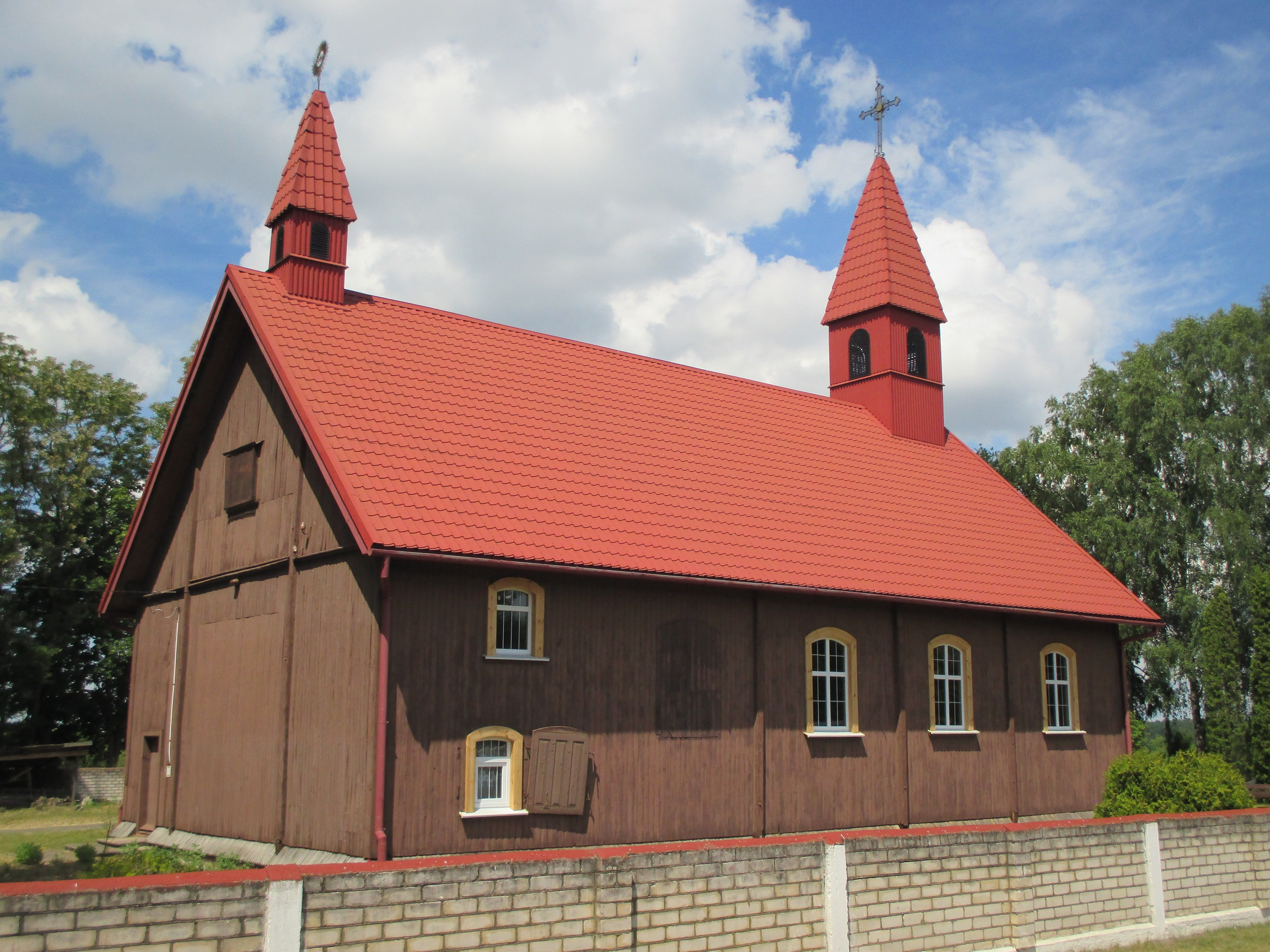
Kościół Najświętszego Serca Jezusowego i św. Andrzeja Boboli w Minojtach
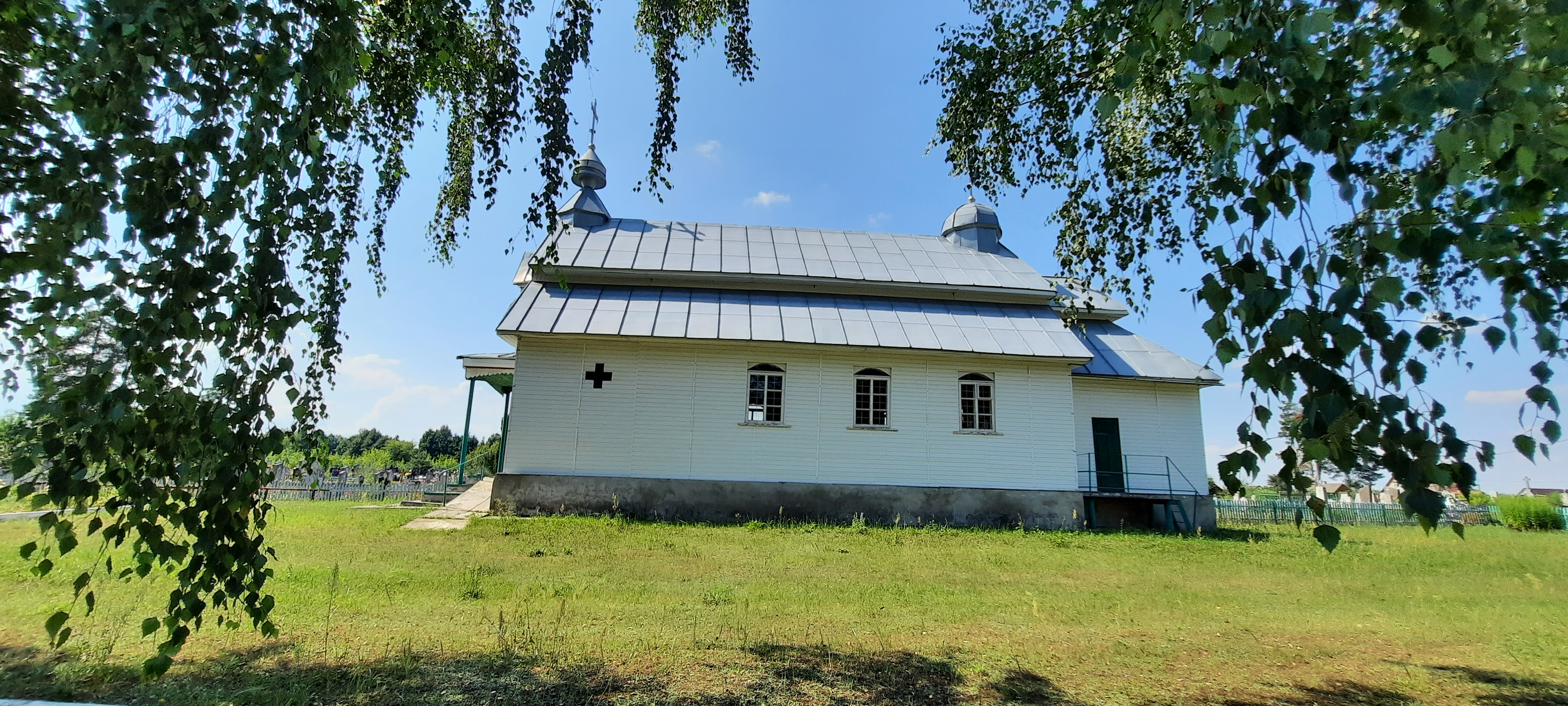
Cerkiew św. Elizeusza Ławryszewskiego w Minojtach